# Sara Larsson (Autorin)
Sara Larsson (* 1973) ist eine schwedische Schriftstellerin.

## Leben und Werk
Larsson studierte Bauingenieurwesen, aber auch Journalistik und Recht. Sie arbeitet als Beraterin im öffentlichen Sektor. Im Jahr 2015 debütierte sie mit dem Kriminalroman Den första lögnen (deutsch Die erste Lüge, übersetzt von Hanna Granz). Er kam auf die Top-10-Bestsellerliste in Schweden. Wie auch ihr zweites Buch Aldrig mer. (Dein stummer Schrei, übersetzt von Corinna Roßbach) wurde er unter anderem ins Deutsche, Englische, Polnische und Spanische übersetzt. Larsson greift in den Romanen die Themen Vergewaltigung einer Minderjährigen, Prostitution und Menschenhandel (Trafficking) auf. Eins ihrer Anliegen ist die Sicht der Opfer.
Larsson lebt in Stockholm.

## Werke
- Den första lögnen. – Die erste Lüge. 2015/2016.
- Aldrig mer. – Dein stummer Schrei. 2018/2019.